# 東京都立小平特別支援学校
東京都立小平特別支援学校（とうきょうとりつ こだいらとくべつしえんがっこう）は、東京都小平市にある特別支援学校。主に肢体不自由の児童生徒を対象としており、小学部・中学部・高等部を設置している。また、同校は病弱の児童生徒に対応するため、国立精神・神経医療研究センター病院内に「武蔵分教室」を設置している。

## 概要
本校（肢体不自由部門）
- 小学部から高等部まで設置されている。
- また、通学が困難な児童・生徒に対する在宅訪問指導や、社会福祉法人秋津療育園に入所する児童・生徒への訪問指導（秋津訪問）を実施している。

武蔵分教室（病弱教育部門）
- 武蔵分教室には、国立精神・神経医療研究センター病院に入院する児童・生徒を対象とした「センター内学級」と、地域の病院に入院する児童・生徒のもとへ教員が訪問して授業を行う「病院訪問学級」がある。
- センター内学級では、小学1年生から中学3年生、および武蔵分教室高等部への入学希望者を対象に指導を行う。長期在籍者は病棟ごとの学習グループで、医療スタッフと連携しながら個別の支援を行い、短期在籍者には入院期間に応じた授業を実施する。
- 病院訪問学級では、多摩地域の病院に入院する小学生から高校生までを対象に、教員や病弱支援員が訪問指導を行う。（週4日・1回90分）

校章
- 昭和34年に光明養護学校多摩分校から独立した小平養護学校の校庭には多くの桔梗が咲いていたため、そのふくらみを図案化した校章が作られた。初期のデザインでは「養護」の「養」の字を中心に配置していたが、平成20年の学校名変更時に「養」の字を「小平」に変更し、桔梗の花模様はそのまま残された[2]。

## 歴代校長
- 第1代　北島喜好（1959年4月就任）
- 第2代　加藤政子（1961年4月就任）
- 第3代　新倉勝（1964年4月就任）
- 第4代　濱真喜男（1969年11月就任）
- 第5代　伊藤眞三郎（1976年4月就任）
- 第6代　中島秀夫（1978年4月就任）
- 第7代　加藤寛二（1986年4月就任）
- 第8代　佐藤邦夫（1989年4月就任）
- 第9代　長谷津誠一（1992年4月就任）
- 第10代　伊藤敬史（1998年4月就任）
- 第11代　坂本好一（2003年4月就任）
- 第12代　中島理晴（2008年4月就任）
- 第13代　堂東稔彦（2011年12月就任）
- 第14代　國保とも子（2015年4月就任）
- 第15代　加藤洋一（2017年4月就任）
- 第16代　阿部智子（2021年4月就任）
- 第17代　鈴木愛（2024年4月就任）[3]

## 児童生徒数
生徒数 183名、教職員 196名（令和7年度）

## 通学区域
- 小平市全域[5]
- 清瀬市全域
- 東久留米市全域
- 武蔵野市
  - 吉祥寺南町、御殿山、境南町以外の地域
- 三鷹市
  - 上連雀一
- 小金井市
  - 中町、東町、本町一・六、前原町、貫井南町以外の地域
- 東村山市
  - 本町、栄町、久米川町、秋津町、青葉町、恩多町、萩山町
- 国分寺市
  - 泉町、内藤、西元町、東元町、南町以外の地域
- 西東京市
  - 北町、ひばりが丘北、栄町、下保谷、住吉町、泉町、東町、中町、保谷町、富士町以外の地域

## 訪問教育
- 多摩北部医療センター[6]
- 武蔵野陽和会病院
- 佐々総合病院
- 災害医療センター
- 村山医療センター
- 杏林大学医学部附属病院
- 多摩あおば病院
- 東京都立神経病院
- 東京慈恵会医科大学附属第三病院
- 榊原記念病院

## 著名な出身者
- 一戸彩音（令和5年度卒業）
  - パリ・パラリンピックにボッチャ日本代表として出場[7][8]。